# Michael Tumi
Michael Tumi (Italia, 12 de febrero de 1990) es un atleta italiano especializado en la prueba de 60 m, en la que consiguió ser medallista de bronce europeo en pista cubierta en 2013.

## Carrera deportiva
En el Campeonato Europeo de Atletismo en Pista Cubierta de 2013 ganó la medalla de bronce en los 60 metros, con un tiempo de 6.52 segundos, tras el francés Jimmy Vicaut y el británico James Dasaolu, ambos con 6.48 segundos.